# Лебедев, Виталий Иванович
Виталий Иванович Лебедев (1932—1995) — советский и российский историк, профессор ПГПИ, председатель Поволжской секции научного совета АН СССР (РАН), в 1992—1995 годах заведовал редакцией истории «Пензенской энциклопедии», специалист по русским засечным оборонительным сооружениям XVI—XVIII вв.

## Биография
Окончил школу №7 города Пенза.
Окончил с отличием историко-филологический факультет ПГПИ им. В. Г. Белинского (1953), аспирантуру Института российской истории АН СССР(1964).
Преподавал историю в Пензенском областном техникуме физической культуры (1953—1956). Работал инструктором отдела пропаганды и агитации Пензенского обкома ВЛКСМ (1956). Преподавал в ПГПИ им. В. Г. Белинского (1956—1995). К.и.н. (1967), доцент (1983), профессор (1993), зав. кафедрой «Отечественная история и право» (1985—1994), член диссертационного совета по историческим наукам ПГПИ В. Г. Белинского (1993—1995).
Председатель Поволжской секции научного совета АН СССР по исторической демографии и географии (1991—1995), член Археографической комиссии АН СССР, член Бюро Средневолжского проблемного объединения по изучению аграрной истории(1984—1995), член Совета Союза краеведов России от Поволжского региона и председатель Пензенского отделения Союза краеведов России (1990—1995).
Внес выдающийся вклад в изучение оборонительных сооружений русского государства XVI—XVIII вв. Проводил полевые исследования в Пензенской, Тамбовской, Рязанской, Нижегородской,Ульяновской, Самарской, Волгоградской областях, Мордовской, Чувашской и Татарской республиках. Воссоздал картину освоения и обороны юго-восточной окраины Русского государства, установил и конкретизировал место расположения и направления Кадомской, Темниковской, Алатырской, Пузской и Тетюшской засек XVI в., Тамбовской, Керенской, Верхне-Ломовской, Нижне-Ломовской, Инсаро-Потижской, Атемаро-Саранской, Корсунской, Симбирской, Закамской, Пензенской черт XVII в., Царицынской и Сокской линии XVIII в. Определил нахождение опорных пунктов намечавшейся к строительству Сызранской черты, доказал, что Сенгилеевской черты не существовало. Заложил школу крестьяноведения в г. Пензе. Провел конкретно-социологические исследования колхозов и совхозов по сбору материалов о труде, мировоззрении, образованности, досуге, взаимоотношениях сельских жителей. Сыграл большую роль в развитии краеведения и краеведческого движения в Пензенском крае. Входил в Ученый совет Пензенского краеведческого музея (с 1956 г.). Участвовал в работе Пензенского отделения Советского фонда культуры и Пензенского отделения Всероссийского общества охраны памятников истории и культуры.

## Награды и звания
Награждён нагрудным знаком «Отличник народного просвещения» (1992) и медалью «Ветеран труда» (1990). В память историка с 2000 г. на историческом факультете ПГПУ (ныне — ИФФ ПГУ) проводится ежегодная научно-практическая конференция «Лебедевские чтения». Область научных интересов: история России, археология, история крестьянства, историография, историческое.

## Работы
- «Загадочный город Мохши» (1958)[6]
- Честь, отвага, мужество : Очерки / Сост. В. И. Лебедев и др. — Саратов : Приволж. кн. изд-во, 1979. — 255 с.
- Легенда или быль: по следам засечных сторожей (1986)[7][8]

## Память
- 10 февраля 2023 года депутатами Законодательного собрания Пензенской области был принят закон Пензенской области «О присвоении муниципальному бюджетному общеобразовательному учреждению «Средняя общеобразовательная школа № 7 г. Пензы» имени Виталия Ивановича Лебедева»[9].